# 4e cérémonie des European Film Awards
La 4e cérémonie des prix du cinéma européen (4th European Film Awards), organisée par l'Académie européenne du cinéma, a eu lieu à Potsdam (Allemagne) et a récompensé les films réalisés en 1991.

## Palmarès
Toutes les informations viennent de la page officielle des résultats

### Meilleur film
Riff-Raff
- Le Petit Criminel
- The Voyager

### Young European Film of the Year
Toto le héros
- Delicatessen
- Ultrà

### Meilleur acteur
Michel Bouquet pour Toto le héros
- Claudio Amendola pour Ultrà
- Richard Anconina pour Le Petit Criminel

### Meilleure actrice
Clotilde Courau pour Le Petit Criminel
- Sigríður Hagalín pour Les Enfants de la nature
- Julie Delpy pour The Voyager

### Meilleur scénariste
Jaco Van Dormael pour Toto le héros

### Meilleur compositeur
Hilmar Örn Hilmarsson pour Les Enfants de la nature

### Meilleur directeur de la photographie
Walther van den Ende pour Toto le héros

### Meilleur monteur
Carla Simoncelli pour Ultrà

### Meilleure direction artistique européen de l'année
Miljen Kreka Kljakovic et Valérie Pozzo di Borgo pour Delicatessen

### Lifetime Achievement Award
Alexandre Trauner